# Porte de ville (Clisson)
La porte de Clisson est une porte de ville située à Clisson, en France.
Monumentale et flanquée de deux élégantes tourelles de guet supportées chacune par une console de granit, c'était l'une des trois portes qui fermaient la ville. Elle était munie d'un pont levis a deux bras qui franchissait un fossé.

## Localisation
La porte de ville est située sur la commune de Clisson, dans le département de la Loire-Atlantique.

## Historique
Le monument est inscrit au titre des monuments historiques en 1984.